# Лелде Вікмане
Лелде Вікмане (латиш. Lelde Vikmane нар.. 16 липня 1960 року, Рига) — радянська та латвійська актриса театру і кіно.

## Біографія
Навчалася в хореографічному училищі в Ризі, з 1975 по 1978 рік в студії кіноактора при Ризькій кіностудії, потім вступила на театральний факультет. У 1982 році Лелде Вікмане закінчила відділення театрального мистецтва факультету культури та мистецтвознавства Латвійської державної консерваторії (сьому студію театру Дайлес (педагог Арнольд Линіньш) Державного академічного художнього театру імені Я. Райніса Латвійської РСР). 1978 по 1992 рік Лелде Вікмане була актрисою Ризького академічного художнього театру імені Яна Райніса (театр Дайлес). Грала також в незалежному театрі «Kabata» і Jaunais Rīgas Teātris (Новому Ризькому театрі).
З 1995 року Лелде Вікмане перейшла у рекламний бізнес. Вона була менеджером журналів «Kosmetik Baltikum», «Podium Art», «Rīgas Laiks» (Рігас Лайкс) і «Baltic Outlook». Співпрацювала з каналом TV3 Latvia, працювала керівницею програми.

## Особисте життя
Перший чоловік Лелде Вікмане — оперний співак Айварс Крансманіс (нар.. 1954 р.) в шлюбі з 1980 по 2002 рік, син Рудольф (Ua Wikmann), інструктор з фітнесу.

## Фільмографія
- 2011 / Я тебе люблю, Рига (латис. Es mīlu tevi, Rīga) —  Самотня
- 2002 /  Каменська-2 (телесеріал) —  Ксенія
- 2000 / Ризький гамбіт) (латис. Rīgas gambīts) (телесеріал) —  Лайне Аршанська
- 2000 / Страшне літо (латис. Baiga vasara)
- 1993 / Різдвяний переполох (латис. Ziemassvētku jampadracis) —  добродушна пані
- 1992 / Дуплет (латис. Duplets) —  адміністратор в готелі
- 1991 / Зброя Зевса
- 1991 / Сто верст по річці / Сто миль вниз по річці (латис. 100 verstis pa upi / Simts verstis pa upi) —  Темеза
- 1991 / Часи землемірів (латис. Mērnieku laiki) —  пані
- 1991 /  Сократ —  Бакхіда
- 1991 / Кодра (Codrii «Молдова Фільм») —  Ілеана-Олена
- 1989 / Сім'я Зітарів / Старе моряцьке гніздо (латис. Zītaru dzimta / Vecā jūrnieku ligzda) —  Елза
- 1988 / Мілина (латис. Sēklis)
- 1987 / Людина свити (латис. Svītas cilvēks)
- 1987 / Квартет
- 1986 / Про те, чого не було (Узбекфільм, Камара Камалова) —  Секретарша, Она
- 1986 / Останній репортаж (латис. Pēdējā reportāža)
- 1985 / Остання індульгенція (латис. Pēdējā indulgence) —  Ірена Канцане
- 1984 / Потрібна солістка (латис. Vajadzīga soliste) —  Евія
- 1983 / Попереду океан —  Ілга
- 1982 / Повернення Баттерфляй
- 1982 / Таран (латис. Tarāns) —  Яна
- 1980 / Вечірній варіант (латис. Vakara variants) —  Юлія
- 1980 / Довга дорога в дюнах (латис. Ilgais ceļš kāpās Ilgais ceļš kāpās) —  Айна
- 1979 / За скляними дверима (латис. Aiz stikla durvīm Aiz stikla durvīm)
- 1978 / Ралі (латис. Rallijs Rallijs) —  Дора
- 1977 / Подарунки по телефону (латис. Dāvanas pa telefonu)
- 1976 / Ці небезпечні двері на балкон (латис. Šīs bīstamās balkona durvis Šīs bīstamās balkona durvis)